# Quebrada de los Pozos
Quebrada de los Pozos es una localidad argentina ubicada en el municipio de Villa de Las Rosas, Departamento San Javier, Provincia de Córdoba. Es una villa turística en el valle de Traslasierra, que se destaca por ser la principal entrada para el Dique La Viña, una de las represas más altas de Sudamérica.
Se encuentra ubicada en la ruta provincial 14, a 177 km de la ciudad de Córdoba y a 18 km de Villa Dolores.

## Población
Cuenta con 398 habitantes (Indec, 2010), lo que representa un descenso del 13% frente a los 458 habitantes (Indec, 2001) del censo anterior.
| Gráfica de evolución demográfica de Quebrada de los Pozos entre 1991 y 2010 |
|                                                                             |
| Fuente: Censos nacionales del INDEC                                         |